# Lijn V (metro van New York)
De V Sixth Avenue Local of ook wel lijn V was een metrolijn van de metro van New York. Op plattegronden, stationsborden en richtingfilms stond de lijn aangegeven in de kleur oranje  omdat de lijn een dienst was op de Sixth Avenue Line door Manhattan.
De V reed doordeweeks alleen tussen 6:30 uur tot ongeveer middernacht als stoptrein van 71st Avenue in Forest Hills naar Second Avenue in Lower East Side. De V reed de route geheel ondergronds.
Op 25 juni 2010 reed de V voor het laatst.
 ·  ·  ·  ·  ·  ·  ·  ·  · 